# Drum național 1R
Der Drum național 1R (rumänisch für „Nationalstraße 1R“, kurz DN1R) ist eine aufgestufte (früher Drum județean 108) Hauptstraße in Rumänien. 

## Verlauf
Die Straße beginnt in Verlängerung des von Norden kommenden Drum național 1G in Huedin (ungarisch Bánffyhunyad) am Drum național 1 (Europastraße 60) rund 50 km westlich von Cluj-Napoca (Klausenburg) und verläuft in südlicher Richtung durch das Apuseni-Gebirge über Beliș, Poiana Horea und Horea nach Albac am Drum național 75, wo sie endet.
Die Länge der Straße beträgt rund 80 km.